# Neno Sand
Neno Sand es el nombre artístico de Daniel Sandoval, cantautor chileno y miembro de la banda de rock penquista Tierra Distante.
Daniel comenzó ha componer el año 2009 cuando participó en talleres musicales de Balmaceda Arte Joven Biobío, donde fue alumno de Mauricio Melo (Emociones Clandestinas y Santos Dumont). En el año 2015 fundó la banda Tierra Distante, lanzando su primer EP homónimo en julio de 2020.
A la par, Daniel comenzó su carrera como solista en 2021 bajo el nombre de Neno Sandoval, posteriormente acortado a Neno Sand, fusionando folk chileno, lo-fi e indie rock. Su primer EP, Artesanal (2021), marcó el inicio de su propuesta musical, que conecta con el sur de Chile y su actual residencia en la zona rural de Canadá. Su música es íntima y emocional, influenciada por los paisajes sonoros y la memoria de su tierra natal.

## Discografía
- Artesanal - EP (2021)